# Кіріакос Пападопулос
Кіріакос Пападопулос (грец. Κυριάκος Παπαδόπουλος, нар. 23 лютого 1992, Катеріні, Греція) — грецький футболіст центральний захисник німецького «Гамбурга» і збірної Греції.

## Спортивна кар'єра

### «Олімпіакос»
В липні 2007 року Пападопулос був переведений в основний склад пірейського клубу «Олімпіакос». Дебютував 2 грудня 2007 року, вийшовши на заміну в переможному матчі з «Атромітосом». Також він грав у Лізі чемпіонів проти мадридського «Реала» та «Лаціо», зіграв у кількох матчах Кубка Греції.
У вересні 2008 року Пападопулос підписав новий контракт з «Олімпіакосом». 2 листопада 2008 року Пападопулос зіграв перший матч у сезоні Альфа Етнікі 2008-09.

### «Шальке 04»
23 червня 2010 року Пападопулос підписав чотирирічний контракт з німецьким футбольним клубом « Шальке 04». 15 липня 2011 року Пападопулос продовжив контракт з «Шальке 04» до 30 червня 2015 року.

### У складі збірної
Кіріакос Пападопулос був викликаний в юнацьку збірну Греції на відбірний раунд до юнацького чемпіонату Європи 2007 року. Він допоміг збірній кваліфікуватися на цей чемпіонат. На самому чемпіонаті Пападопулос виявив себе з найкращого боку і допоміг збірній дістатися до фіналу, в якому греки програли збірній Іспанії.
4 червня 2011 а Пападопулос дебютував у збірній Греції. Тоді Греції обіграла збірну Мальти з рахунком 3:1, а Пападопулос відзначився голом. Вже у третьому матчі у збірній Пападопулос, зробивши рахунок 1:1 у протистоянні збірній Латвії, забив другий гол за збірну.
2012 року заявлений до основного складу збірної на Чемпіонат Європи з футболу 2012.

## Титули і досягнення
- Чемпіон Греції (2):

Олімпіакос: 2007-08, 2008-09
- Володар Кубка Греції (2):

Олімпіакос: 2007-08, 2008-09
- Володар Суперкубка Греції (1):

Олімпіакос: 2007
- Володар Кубка Німеччини (1):

«Шальке 04»:  2010–11
- Володар Суперкубка Німеччини (1):

«Шальке 04»:  2011